# العلاقات الدومينيكية الفيتنامية
العلاقات الدومينيكية الفيتنامية هي العلاقات الثنائية التي تجمع بين دومينيكا وفيتنام.

## مقارنة بين البلدين
هذه مقارنة عامة ومرجعية للدولتين:
| وجه المقارنة                                              | دومينيكا              | فيتنام           |
| --------------------------------------------------------- | --------------------- | ---------------- |
| المساحة (كم2)                                             | 751                   | 331.69 ألف       |
| عدد السكان (نسمة)                                         | 73.92 ألف             | 94.66 مليون      |
| الكثافة السكانية (ن./كم²)                                 | 9.84 ألف              | 285.39           |
| العاصمة                                                   | روسو                  | هانوي            |
| اللغة الرسمية                                             | لغة إنجليزية          | اللغة الفيتنامية |
| العملة                                                    | دولار شرق الكاريبي    | دونغ فيتنامي     |
| الناتج المحلي الإجمالي (بليون دولار)                      | 562.54 مليون          | 234.19 مليار     |
| الناتج المحلي الإجمالي (تعادل القوة الشرائية) بليون دولار | 789.63 مليون          | 553.42 مليار     |
| الناتج المحلي الإجمالي الاسمي للفرد دولار أمريكي          | 7.12 ألف              | 2.48 ألف         |
| الناتج المحلي الإجمالي للفرد دولار أمريكي                 | 10.88 ألف             | 5.63 ألف         |
| مؤشر التنمية البشرية                                      | 0.724                 | 0.666            |
| رمز المكالمات الدولي                                      | +1767                 | +84              |
| رمز الإنترنت                                              | .dm                   | .vn              |
| المنطقة الزمنية                                           | 00، توقيت أطلنطي موحد | ت ع م+07:00      |

## منظمات دولية مشتركة
يشترك البلدان في عضوية مجموعة من المنظمات الدولية، منها:
| علم المنظمة | اسم المنظمة                        | تاريخ انضمام دومينيكا | تاريخ انضمام فيتنام |
| ----------- | ---------------------------------- | --------------------- | ------------------- |
|             | مؤسسة التنمية الدولية              | 29 سبتمبر 1980        | 24 سبتمبر 1960      |
|             | يونسكو                             | 9 يناير 1979          | 6 يوليو 1951        |
|             | وكالة ضمان الاستثمار متعدد الأطراف | 7 أكتوبر 1991         | 5 أكتوبر 1994       |
|             | الأمم المتحدة                      | 18 ديسمبر 1978        | 20 سبتمبر 1977      |
|             | الاتحاد البريدي العالمي            | ?                     | ?                   |
|             | البنك الدولي للإنشاء والتعمير      | 29 سبتمبر 1980        | 21 سبتمبر 1956      |
|             | الاتحاد الدولي للاتصالات           | 28 أكتوبر 1996        | 24 سبتمبر 1951      |
|             | منظمة حظر الأسلحة الكيميائية       | ?                     | ?                   |
|             | مؤسسة التمويل الدولية              | 29 سبتمبر 1980        | 4 أغسطس 1967        |
|             | منظمة التجارة العالمية             | ?                     | 11 يناير 2007       |
|             | منظمة الشرطة الجنائية الدولية      | ?                     | ?                   |

## وصلات خارجية
- موقع وزارة الخارجية الفيتنامية